# Liste der Staatsoberhäupter 981
Übersicht
◄◄ | ◄ | 977 | 978 | 979 | 980 | Liste der Staatsoberhäupter 981 | 982 | 983 | 984 | 985 | ► | ►►

Weitere Ereignisse

## Afrika
- Ägypten (Fatimiden)
  - Kalif: al-ʿAzīz (975–996)

- Äthiopien
  - Kaiser (Negus Negest): Jan Seyum (959–999)

- Ifrīqiya (Ziriden)
  - Herrscher: Buluggin ibn Ziri (972–984)

## Asien
- Armenien
  - König: Sembat II. (977–989)

- Bagan
  - König: Nyaung-u Sawrahan (962–992)

- Champa
  - König: Paramesvara Varman I. (971–982)

- China
  - Liao (in Nordchina)
    - Kaiser: Jingzong  (969–982)

  - Nördliche Song
    - Kaiser: Taizong (976–987)

- Georgien
  - König: Bagrat II. (958–994)

- Indien
  - Westliche Chalukya (in Westindien)
    - König: Jata Choda Bhima (973–1000)

  - Chola (in Südindien)
    - König: Uththama (ca. 970–985)

  - Kaschmir (Lohara-Dynastie)
    - Königin: Didda (958–1003)

  - Pala
    - König: Ramapala (ca. 974–ca. 1027)

  - Pratihara
    - König: Rajyapala (960–1018)

  - Rashtrakuta
    - König: Indra IV. (973–982)

- Iran
  - Buyiden
    - Herrscher von Dschibal: Fachr ad-Daula Abu l-Hasan Ali (977–997)
    - Herrscher von Fars, Chuzistan und Kirman: Adud ad-Daula (949–983)

  - Saffariden
    - Herrscher: Wali d-Daula Abu Ahmad Chalaf (969–1003)

  - Samaniden
    - Herrscher: al-Amir ar-Radi Abu l-Qasim Nuh (976–997)

  - Ziyariden
    - Herrscher: Schams al-Maali Abu l-Hasan Qabus (978–981)

- Japan
  - Kaiser: En’yū (969–984)

- Khmer
  - König: Jayavarman V. (968–1001)

- Korea
  - Goryeo
    - König: Gyeongjong (975–981)
    - König: Seongjong (981–997)

- Mataram
  - König: Sri Isyana Tunggawijaya (947–985)

- Kalifat der Muslime
  - Kalif: at-Tāʾiʿ li-amri ʾllāh (974–991)

## Europa
- Bulgarien
  - Zar: Roman (977–997)

- Burgund
  - König: Konrad III. (937–993)

- Byzantinisches Reich
  - Kaiser: Basileios II. (976–1025)

- Dänemark
  - König: Harald Blauzahn (958–987)

- England
  - König: Æthelred der Unberatene (978–1013, 1014–1016)

- Frankreich
  - König: Lothar (954–986)
  - Anjou
    - Graf: Gottfried I. (958–987)

  - Aquitanien
    - Herzog: Wilhelm IV. (963–995)

  - Auvergne
    - Graf: Guido I. (968–989)

  - Burgund (Herzogtum)
    - Herzog: Heinrich I. (965–1002)

  - Burgund (Freigrafschaft)
    - Pfalzgraf: Aubry II. (958/961–981)

  - Maine
    - Graf: Hugo II. (950–992)

  - Normandie
    - Herzog: Richard I. (943–996)

  - Grafschaft Toulouse
    - Graf: Wilhelm III. (960–1037)

- Heiliges Römisches Reich
  - Kaiser: Otto II. (973–983)
    - Bayern
      - Herzog: Otto I. (976–983)

    - Böhmen
      - Herzog: Boleslav II. (967–999)

    - Flandern
      - Graf: Arnulf II. (964–987)

    - Holland
      - Graf: Dietrich II. (939–988)

    - Kärnten
      - Herzog: Otto I. (978–983)

    - Lausitz
      - Markgraf der Lausitz und der Nordmark: Hodo I. (965–993)

    - Luxemburg
      - Graf: Siegfried I. (963–998)

    - Meißen
      - Markgraf: Rikdag (978–985)

    - Niederlothringen
      - Herzog: Karl (978–991)

    - Oberlothringen
      - Herzog: Dietrich I. (978–1026/27)

    - Sachsen
      - Herzog: Bernhard I. (973–1011)

    - Schwaben
      - Herzog: Otto I. (973–982)

- Italien
  - Nationalkönig: Otto II. (973–983)
  - Amalfi
    - Herzog: Manso I. (966–1004) (981–983 Fürst von Salerno)

  - Benevent
    - Herzog: Landulf IV. (968–981)

  - Capua
    - Fürst: Pandulf I. (961–981)

  - Ivrea
    - Markgraf: Konrad (965–1001)

  - Kirchenstaat
    - Papst: Benedikt VII. (974–983)

  - Montferrat
    - Markgraf: Otto I. (969–991)

  - Neapel
    - Herzog: Sergius III. (977–999)

  - Salerno
    - Fürst: Pandulf I. (978–981)
    - Fürst: Manso I. (966–1004 Herzog von Amalfi) und Johannes I. (981–983)

  - Sizilien (Kalbiten)
    - Emir: Abu l-Qasim (969–982)

  - Toskana
    - Herzog: Hugo (961–1001)

  - Venedig
    - Doge: Tribuno Memmo (979–991)

- Kiewer Rus
  - Großfürst: Wladimir I. (980–1015)

- Kroatien
  - König: Stjepan Držislav (969–997)

- Norwegen
  - König: Harald Blauzahn (970–987)

- Polen
  - Herzog: Mieszko I. (960–992)

- Schottland
  - König: Kenneth II. (971–995)

- Schweden
  - König: Erik VIII. (um 975–995)

- Spanien
  - Grafschaft Barcelona
    - Graf: Borrell II. (947–992)

  - Kalifat von Córdoba
    - Kalif: Hischam II. (976–1009, 1010–1013)

  - Kastilien
    - Graf: García Fernández (970–995)

  - León
    - König: Ramiro III. (966–984)

  - Navarra
    - König: Sancho II. (970–994)

- Ungarn
  - Großfürst: Géza (971–997)

- Wales
  - Gwent
    - Fürst: Arthfael ap Nowy (um 970–983)

  - Gwynedd
    - Fürst: Hywel ap Ieuaf (974–985)

  - Powys
    - Fürst: Owain ap Hywel (950–986)